# Groote Laagte
Groote Laagte è un villaggio del Botswana situato nel distretto di Ghanzi, sottodistretto di Ghanzi. Il villaggio, secondo il censimento del 2011, conta 849 abitanti.

## Località
Nel territorio del villaggio sono presenti le seguenti 2 località:
- Grootlagte Cattle Post di 167 abitanti,
- Grootlagte Lands di 10 abitanti